# The Marvelous Mrs. Maisel
The Marvelous Mrs. Maisel ist eine US-amerikanische Fernsehserie von Amy Sherman-Palladino. Sie handelt von Miriam „Midge“ Maisel, gespielt von Rachel Brosnahan, einer jüdischen Hausfrau und Mutter im New York City der späten 1950er-Jahre, die eine Karriere als Stand-up-Comedian einschlägt.
Die Serie wurde von 2017 bis 2023 bei Prime Video veröffentlicht. In fünf Staffeln sind insgesamt 43 Episoden erschienen.
Die Serie erhielt positive Kritiken und wurde unter anderem bei den Golden Globe Awards 2018 und den Critics’ Choice Television Awards 2018 mit Auszeichnungen bedacht.

## Handlung

### Staffel 1

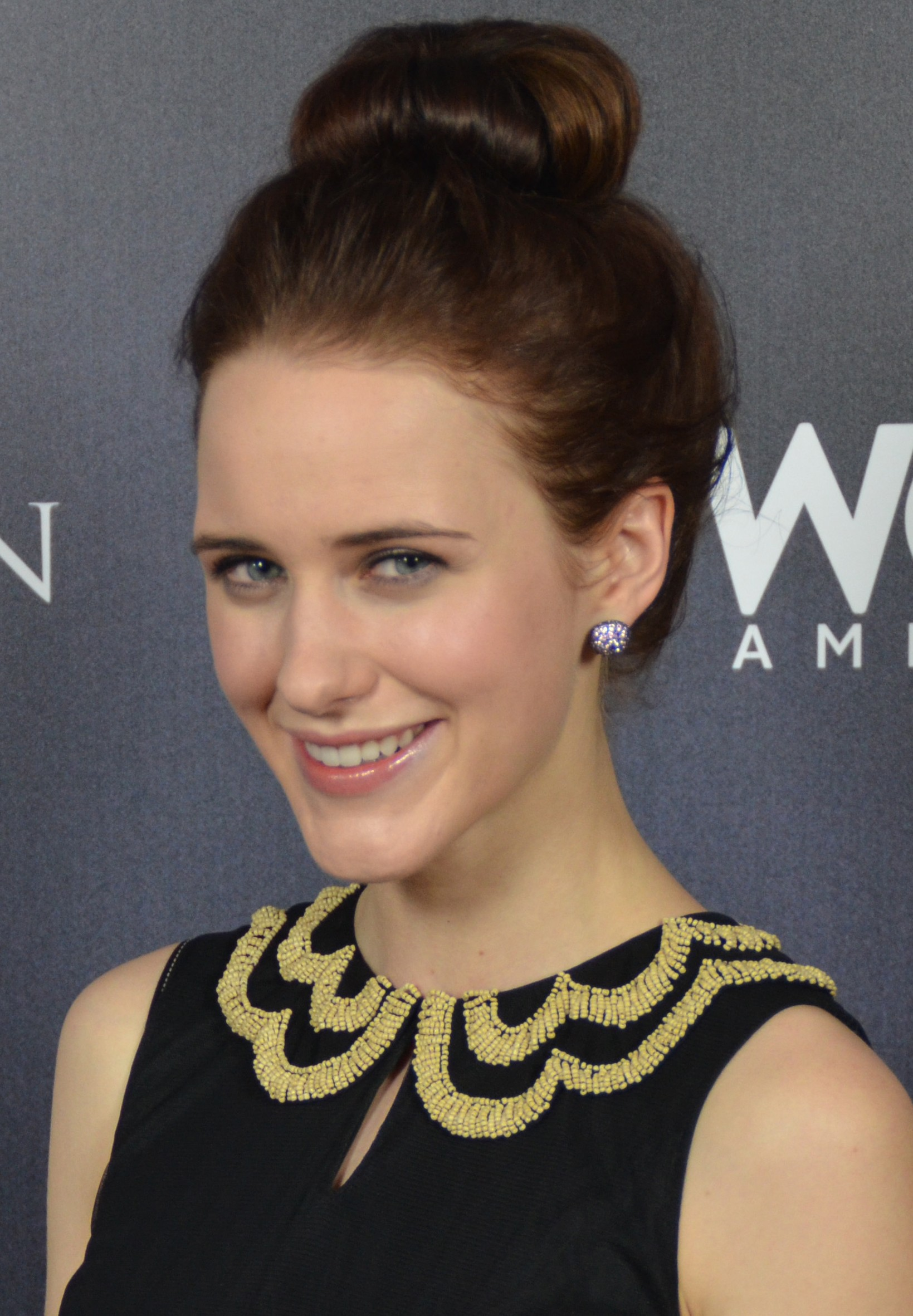
Rachel Brosnahan spielt Miriam „Midge“ Maisel

1958 lebt Miriam „Midge“ Maisel zusammen mit ihrem Ehemann Joel Maisel (Michael Zegen) und ihren beiden Kindern in New York City. Während ihr Mann in einem Unternehmen für Plastikprodukte arbeitet, ist sie selbst Hausfrau. In ihrer Freizeit besuchen die beiden den Nachtclub The Gaslight Cafe in Greenwich Village, in dem Joel mit mäßigem Erfolg Auftritte als Stand-up-Comedian hat. Midge unterstützt ihn dabei. Nach einem besonders misslungenen Auftritt vor den Augen des befreundeten Ehepaars Imogene und Archie Cleary verlässt Joel Midge und begründet das mit seinem aus seiner Sicht langweiligen Job, den mangelnden Aussichten als Stand-up-Comedian und einer Affäre mit seiner Sekretärin Penny.
Midge, die den Rat ihrer Eltern Abe und Rose Weissman, Joel zurückzugewinnen, ausschlägt, betrinkt sich und findet sich nach einer Fahrt mit der U-Bahn im Gaslight Cafe wieder. Zufällig kommt sie an ein Mikrofon und beginnt, sich vor dem Publikum über das gerade Erlebte in Rage zu reden. Als sie ihre Brüste entblößt, um ihre von Joel offenbar nicht wertgeschätzte Attraktivität zu demonstrieren, wird sie von zwei Polizisten wegen unsittlichen Verhaltens und Fehlens einer Bühnenlizenz verhaftet. Die Gaslight-Angestellte Susie Myerson (gespielt von Alex Borstein) erkennt bei diesem skandalträchtigen Auftritt jedoch Midges Talent als Stand-up-Comedian. Sie bezahlt ihre Kaution und bietet ihr an, sie zu managen.
Midge nimmt dieses Angebot an und verfolgt fortan ohne das Wissen ihrer Familie und ihrer Freunde eine Stand-up-Karriere; sie gibt Auftritte, feiert dabei Erfolge und erleidet Rückschläge. Ihr Markenzeichen ist dabei das oft improvisierte und direkte Verarbeiten der eigenen Erlebnisse. Sie tritt nicht nur in Klubs, sondern zum Beispiel auch auf privaten Partys und auf einer Protestveranstaltung im Washington Square Park auf. Auch kommt sie mit anderen bekannten Comedians wie Lenny Bruce in Kontakt und hört sich viele ihrer Auftritte an, um zu lernen. Eine besondere Begegnung gibt es auch mit der fiktiven Komikerin Sophie Lennon, die bei ihren Auftritten als einfache Frau aus Queens auftritt, privat aber heimlich einen luxuriösen Lebensstil verfolgt. Als Midge diese Diskrepanz bei einem Auftritt im Gaslight in Anwesenheit von Lennons Manager kritisiert, wird sie zur Persona non grata und erhält nirgendwo in der Stadt mehr Auftrittsgelegenheiten.
Abseits der Bühne muss sich die von ihrem Ehemann verlassene Midge auf eine neue Lebenssituation einstellen. Die gemeinsame Wohnung wird aufgelöst und Midge zieht zusammen mit den Kindern zu ihren Eltern zurück, die im selben Haus wohnen. Zudem nimmt sie eine Arbeitsstelle als Kosmetikberaterin in einem Kaufhaus an. Joel muss sich ebenfalls an das neue Leben ohne Midge gewöhnen. Er geht eine feste Beziehung mit seiner Geliebten Penny ein, beendet diese jedoch bald wieder. Joel bereut seine Entscheidung Midge verlassen zu haben, Midge nimmt aber sein Angebot, es noch einmal zu versuchen, nicht an. Als er später kurzzeitig Erfolg in seiner Firma hat und eine neue Stelle in Aussicht ist, möchte er Midge und seine Kinder finanziell stärker unterstützen.
Zum Ende der ersten Staffel verbringen Joel und Midge eine Nacht zusammen und beide können sich vorstellen, die Beziehung wieder aufzunehmen. Zufällig hört Joel jedoch in einem Plattenladen eine Aufnahme von einem Auftritt seiner Frau und erfährt so von ihren Ambitionen als Stand-up-Comedian. Schlecht gelaunt kündigt er daraufhin während einer Präsentation seinen Job und findet sich abends im Gaslight wieder. Trotz ihres Ausschlusses von den Bühnen der Stadt hat Midge an diesem Abend mit Unterstützung von Lenny Bruce wieder die Gelegenheit zu einem Auftritt. Midge bemerkt den anwesenden Joel offenbar nicht und redet despektierlich über die Annäherung von Joel. Joel ist sauer auf Midge, doch als ein Mann Midge während ihres Auftritts beleidigt, verfolgt Joel ihn aus dem Lokal heraus und fängt eine Schlägerei mit ihm an. Mit sich selbst redend erkennt er anschließend ihr Talent als Stand-up-Comedian an („Sie ist gut.“). Die Staffel endet mit dem Ende von Midges Auftritt im Gaslight: Während sie zuvor immer unter Pseudonymen (zuletzt: Amanda Gleason) aufgetreten war, verabschiedet sie sich nun erstmals unter ihrem Ehenamen, Mrs. Maisel.

### Staffel 2
Midges Mutter Rose Weissman verreist alleine nach Paris. Midge fliegt mit ihrem Vater Abe hinterher, da sie nichts von Roses weiteren Plänen wissen. Midge hat einen ungeplanten Auftritt in einem Pariser Nachtclub. Darüber hinaus verbringen die Weissmanns ihren Sommerurlaub in den Catskills. Midge lernt dabei Benjamin kennen. Susie und Midge versuchen währenddessen weiter Midges Karriere voranzutreiben und merken wie schwer es wirklich ist sich in der Stand-Up-Szene und vor allem als Frau durchzusetzen. Nachdem Midge die kitschige Art der Komikerin Sophie Lennon verunglimpft hat, lässt Sophies Manager sie auf die schwarze Liste sämtlicher New Yorker Clubs setzen. Dabei soll Midge schließlich die Möglichkeit bekommen als Eröffnungsakt bei der bevorstehenden Tour des berühmten Sängers Shy Baldwin aufzutreten.

### Staffel 3
Während Midge Maisel mit Shy Baldwin tourt, versucht sie Karriere und Familienleben zu vereinbaren. Joel eröffnet in New York einen kleinen Nachtklub und entdeckt dabei, dass seine Vermieter unter ihm illegales Glücksspiel betreiben. Zwischen Midge und Susie kommt es zu Spannungen, nachdem Susie neben ihr auch andere Klienten angenommen hat. Als Midge bei einem Auftritt achtlos Anspielungen auf Baldwins Homosexualität macht, wird sie gefeuert.

### Staffel 4
Nach dem Debakel um Shy Baldwin hilft Lenny Bruce Midge wieder ihr Selbstbewusstsein zu stärken und ihrer Karriere neuen Schwung zu verleihen. Ihr Engagement für ihre Arbeit führt allerdings zu Anspannungen zu ihrer Familie.

### Staffel 5
In der finalen Staffel deckt die Geschichte den Zeitraum von den 1960er bis hin zu den 2000er Jahren ab. Midge hadert weiter mit ihrer Karriere und heuert als Autorin für die The Gordon Ford Show an. Dabei muss sie sich als einzige Frau gegen ihre männlichen Kollegen durchsetzen. Während Maisels Karriere Fahrt aufnimmt und sie eine große Chance ergreift, verliert sich Lenny Bruce in seiner Drogenabhängigkeit. Vorausblicke in die Zukunft zeigen, dass Midge Susie feuert, nachdem sie erfahren hat, dass Susies zwielichtige Verbindungen Joel in illegale Aktivitäten verwickelt haben, der Midge zu schützen versucht. Es stellt sich heraus, dass Midge ein großer Comedy-Star wird, aber dabei ein chaotisches Privatleben führt, mit vier Ehen und einem schwierigen Verhältnis zu ihren zwei erwachsenen Kindern.

## Besetzung und Synchronisation
Die deutsche Synchronisation entsteht bei der Scalamedia GmbH unter der Dialogregie von Tobias Lelle in Berlin. Die Dialogbücher schreiben unter anderem Matthias Lange, Sandra Poschenrieder, Cornelius Frommann und Markus Engelhardt.

### Haupt- und Nebendarsteller
| Rolle                 | Schauspieler            | Hauptrolle | Nebenrolle             | Synchronsprecher         |
| --------------------- | ----------------------- | ---------- | ---------------------- | ------------------------ |
| Miriam „Midge“ Maisel | Rachel Brosnahan        | 1.01–5.09  |                        | Ranja Bonalana           |
| Joel Maisel           | Michael Zegen           | 1.01–5.09  |                        | Roman Wolko              |
| Susie Myerson         | Alex Borstein           | 1.01–5.09  |                        | Peggy Sander             |
| Rose Weissman         | Marin Hinkle            | 1.01–5.09  |                        | Heide Domanowski         |
| Abe Weissman          | Tony Shalhoub           | 1.01–5.09  |                        | Bodo Wolf, Hans Hohlbein |
| Moishe Maisel         | Kevin Pollak            | 2.01–5.09  | 1.02–1.07              | Uwe Büschken             |
| Shirley Maisel        | Caroline Aaron          | 3.01–5.09  | 1.02–2.09              | Almut Zydra              |
| Sophie Lennon         | Jane Lynch              | 3.01–4.05  | 1.07, 2.09–2.10, 5.04  | Heike Schroetter         |
| Lenny Bruce           | Luke Kirby              |            | 1.01–5.09              | Frank Schaff             |
| Imogene Cleary        | Bailey De Young         |            | 1.01–5.09              | Sonja Spuhl              |
| Archie Cleary         | Joel Johnstone          |            | 1.01–5.09              | Julien Haggège           |
| Jackie                | Brian Tarantina         |            | 1.01–3.08              | Matthias Klages          |
| Penny Pann            | Holly Curran            |            | 1.01–1.08              | Melinda Rachfahl         |
| Zelda                 | Matilda Szydagis        |            | 1.01–5.09              | Nina Herting             |
| Ethan Maisel          | Nunzio & Matteo Pascale |            | 1.01–5.09              | Nikita Steinert          |
| Mrs. Moskowitz        | Cynthia Darlow          |            | 1.02–5.09              | Sabina Trooger           |
| Harry Drake           | David Paymer            |            | 1.03, 1.07, 2.03, 3.03 | Michael Pan              |
| Benjamin              | Zachary Levi            |            | 2.04–2.10, 3.07–3.08   | Felix Spieß              |
| Shy Baldwin           | Leroy McClain           |            | 2.09–4.05              | Manuel Straube           |
| Reggie                | Sterling K. Brown       |            | 3.02–3.03, 3.06. 3.08  | Tobias Schmidt           |
| Gavin Hawk            | Cary Elwes              |            | 3.04–3.07              | Nicolas Böll             |
| Asher Friedman        | Jason Alexander         |            | 3.06–3.07              | Detlef Bierstedt         |
| Mei                   | Stephanie Hsu           |            | 3.01–5.01              |                          |
| Gordon Ford           | Reid Scott              |            | 4.03–5.09              |                          |

1) Unregelmäßige Auftritte im genannten Zeitraum.

## Veröffentlichung
Die Pilotepisode lief am 17. März 2017 auf Prime Video, die restlichen sieben Folgen der ersten Staffel dort am 29. November 2017. Seit dem 26. Januar 2018 ist die deutsche Synchronisation über den Streamingdienst abrufbar. Im April 2017 angekündigt, wurde eine zweite Staffel am 5. Dezember 2018 auf Prime Video im englischen Original veröffentlicht. Bereits im Mai 2018 bestellte Amazon die dritte Staffel, also noch vor dem Start der zweiten. Die vierte Staffel beauftragte Amazon im Dezember 2019. Aufgrund der COVID-19-Pandemie fanden die Dreharbeiten zur vierten Staffel erst 2021 statt. Am 18. Februar 2022 wurden die ersten zwei Episoden der vierten Staffel in der deutschen Fassung und somit einen Tag nach der US-Veröffentlichung bei Prime zum Streaming zur Verfügung gestellt. Es wurden jeweils freitags wöchentlich fortlaufend zwei neue Episoden veröffentlicht. Mit der Veröffentlichung wurde die Verlängerung der Serie um eine finale 5. Staffel bekannt, die am 14. April 2023 Premiere hatte.

## Rezeption

### Kritik
Von 87 ausgewerteten Kritikern bewerten laut Metacritic 78 die erste Staffel positiv, während 16 sie gemischt bewerten. Insgesamt ergibt sich ein Metascore von 78. Laut Rotten Tomatoes waren 94 Prozent der ausgewerteten Kritiken positiv.
„Der Erfolg von Mrs. Maisel lag wohl auch daran, dass die Amazon-Produktion vor genau einem Jahr genau zum richtigen Zeitpunkt kam. Sie erschien, kurz nachdem der damalige Chef der Amazon Studios, Roy Price, wegen Vorwürfen sexueller Belästigung suspendiert worden war. Die #MeToo-Debatte hatte gerade begonnen“, bemerkte Marietta Steinhart auf Zeit Online. „In ihren scharfsinnigen Dialogen antizipierte die Showrunnerin und Autorin Sherman-Palladino viele Themen, die im vergangenen Jahr ganz Hollywood beschäftigen sollten: Alltagssexismus und Geschlechterdisparität. 'Männer behaupten, dass nur Männer lustig sind', sagt Midge vor ihrem Publikum. In einer anderen Szene lässt der Besitzer eines Comedy-Clubs sie fast nicht auf die Bühne, weil er überzeugt ist, dass eine Frau nicht gleichzeitig hübsch und lustig sein kann.“

### Auszeichnungen
Bei den Golden Globe Awards 2018 wurde The Marvelous Mrs. Maisel als Beste Serie – Komödie/Musical ausgezeichnet. Zudem erhielt Rachel Brosnahan eine Auszeichnung als Beste Serien-Hauptdarstellerin – Komödie/Musical.
In ähnlichen Kategorien (Beste Schauspielerin in einer Comedyserie für Rachel Brosnahan und Beste Comedyserie) konnten Preise bei Critics Choice Awards gewonnen werden, während Alex Borstein für ihre Rolle zwar als beste Nebendarstellerin in einer Comedyserie nominiert war, jedoch nicht gewinnen konnte.
2018 gewann die Serie acht Emmy Awards. Darunter war der Primetime Emmy Award for Outstanding Comedy Series und ein Emmy für Rachel Brosnahan in der Titelrolle als „Beste Schauspielerin“ in einer Comedyserie, weitere gab es für die Regie und das Drehbuch, und Alex Borstein gewann als „Beste Nebendarstellerin“.